# Coeriana nyctosia
Coeriana nyctosia là một loài bướm đêm trong họ Noctuidae.